# كورونافاك
كورونافاك لمعروف أيضًا باسم لقاح سينوفاك لفيروس كوفيد-19 هو لقاح معطل لفيروس كوفيد-19 طورته شركة سينوفاك بيوتك الصينية. كانت المرحلة الثالثة من التجارب السريرية في البرازيل، وشيلي، وإندونيسيا، والفلبين، وتركيا، وتعتمد على التكنولوجيا التقليدية المشابهة للقاح كوفاكسين BBIBP-CorV، ولقاحات فيروسية معطلة أخرى. لا يحتاج كورونافاك إلى التجميد ويمكن نقل كل من المنتج النهائي والمواد الخام لتركيبة اللقاح في الثلاجة عند 2-8 درجة مئوية (36-46 درجة فهرنهايت)، التي هي نفس درجات الحرارة التي يُحفظ فيها لقاح الإنفلونزا.
وجدت دراسة أجريت على عشرة ملايين من التشيليين الذين تلقوا كورونافاك أنها فعالة بنسبة 66% ضد أعراض كوفيد-19، و88% ضد الاستشفاء، و90% ضد القبول في وحدة العناية المركزة، و86% ضد الوفيات. لوحظ في البرازيل، بعد أن تلقى 75% من السكان في سيرانا، وساو باولو لقاح كورونافاك، انخفاض نسبة الوفيات بحوالي 95%، ودخول المستشفى بنسبة 86%، والحالات العرضية بنسبة 80%. في إندونيسيا، أظهرت البيانات التي أجريت على 128,290 عاملًا في مجال الرعاية الصحية حماية بنسبة 94% ضد العدوى العرضية ناتجة عن أخذ اللقاح، مربكة بذلك نتائج التجارب السريرية.
أظهرت نتائج المرحلة الثالثة من تركيا المنشورة في مجلة ذا لانسيت فعالية بنسبة 84% بناءً على 10218 مشاركًا في التجارب. أظهرت نتائج المرحلة الثالثة من البرازيل فعالية بنسبة 50.7% في الوقاية من الإصابة العرضية و83.7% فعالية في منع الحالات الخفيفة التي تحتاج إلى علاج. زادت الفعالية ضد الالتهابات المصحوبة بأعراض إلى 62.3% بفاصل 21 يومًا أو أكثر بين الجرعات.
يُستخدم لقاح كورونافاك في حملات التطعيم في بلدان مختلفة في آسيا، وأمريكا الجنوبية، أمريكا الشمالية، وأوروبا. بحلول أبريل 2021، بلغت الطاقة الإنتاجية لشركة سينوفاك حوالي 2 مليار جرعة سنويًا. تُصنع حاليًا في العديد من المنشآت الصينية، ويُخطط لبدء تصنيعها خارجيًا في البرازيل في سبتمبر 2021، من ثم في مصر والمجر.
في 1 يونيو 2021، أقرت منظمة الصحة العالمية (WHO) صحة اللقاح للاستخدام في حالات الطوارئ. وقعت شركة سينوفاك اتفاقيات شراء لـ 380 مليون جرعة من لقاح كورونافاك. اعتبارًا من يوليو 2021، كان لقاح كورونافاك هو لقاح كوفيد-19 الأكثر استخدامًا في العالم، فقد سلّمت الشركة 943 مليون جرعة.

## الاستخدامات الطبية
يُعطى اللقاح عن طريق الحقن العضلي في العضلة الدالية. تتكون الدورة الأولية من جرعتين. وفقًا لمنظمة الصحة العالمية (WHO)، لا يوجد دليل على الحاجة إلى جرعة معززة ثالثة، لكن الأدلة المبكرة من تشيلي تشير إلى احتمالية وجود حاجة لذلك. توصي منظمة الصحة العالمية بفاصل زمني من 2 إلى 4 أسابيع بين الجرعات، تشير بيانات تشيلي إلى أن الفاصل الزمني الأطول يوفر مناعة أقوى.

## فعالية اللقاح

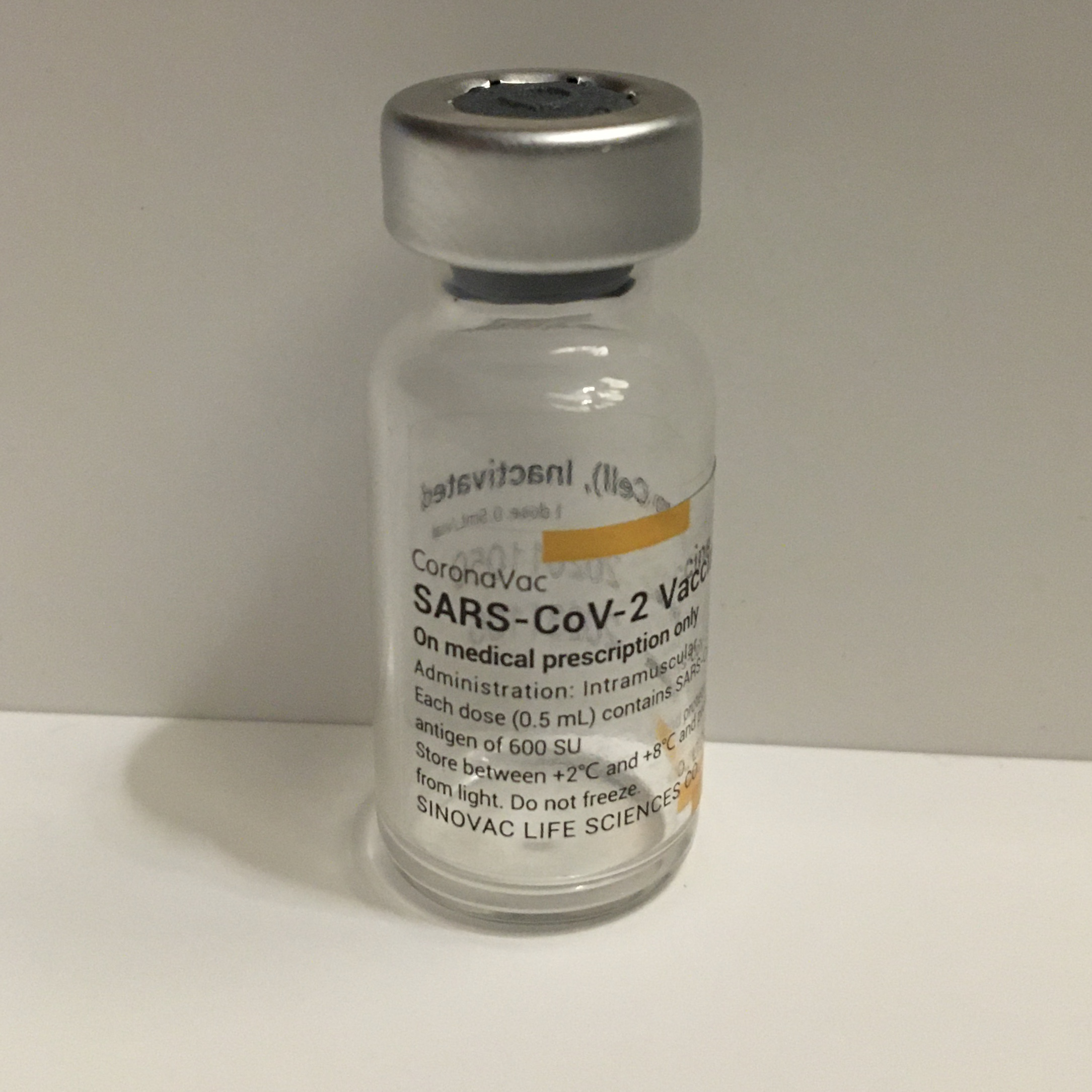
زجاجة فارغة من CoronaVac

في البرازيل، أجريت دراسة في سيرانا، التي يبلغ عدد سكانها 45000 نسمة، حيث حاولت السلطات تطعيم جميع السكان البالغين بفيروس كورونا. بعد أن تلقى 75% من السكان البالغين اللقاح، أظهرت النتائج الأولية أن الوفيات انخفضت بنسبة 95%، والحالات الاستشفائية بنسبة 86%، والحالات العرضية بنسبة 80%. وفقًا لريكاردو بالاسيوس، مدير في معهد بوتانتان في ساو باولو، «كانت النتيجة الأكثر أهمية هي فهم أنه يمكننا السيطرة على الوباء حتى بدون تطعيم جميع السكان».
في يوليو 2021، نشر باحثون من وزارة الصحة التشيلية ورقة تحتوي على بيانات واقعية لحملة التطعيم التي يقومون بها. أجريت الدراسة في الفترة ما بين 2 فبراير و1 مايو من عام 2021، وضمت 10.2 مليون شخص. كانت فعالية لقاح كورونافاك بعد الجرعة الثانية 66% (65-67%) في الوقاية من أعراض المرض، و88% (87-88%) في الوقاية من الاستشفاء، و90% (89-91%) في الوقاية من دخول وحدة العناية المركزة، و86% (85-88%) في الوقاية من الوفيات المرتبطة بالفيروس. وصلت الفعالية بعد الجرعة الأولى إلى 16% (14-17%) في الوقاية من الأعراض، و37% (35-40%) في الوقاية من الاستشفاء، و45% (41-48٪) في الوقاية من القبول وحدة العناية المركزة، و46% (41-50%) في الوقاية من وفيات الإصابة بالفيروس. وخلصت الدراسة إلى أن اللقاح كان فعالًا في الوقاية من كوفيد-19 بما يتوافق مع نتائج تجارب المرحلة الثانية من اللقاح. كانت هذه النتائج في الفعالية أعلى من نتائج التحليل المبكر الذي أجرته جامعة تشيلي في أبريل عندما طعموا 7 ملايين شخص، ووجد أن لقاح كورونافاك فعال بنسبة 54% ضد الإصابات غير العرضية بعد الجرعة الثانية، وبنسبة 3% فقط بعد الجرعة الأولى. وسلط هذا الضوء على أهمية تلقي الجرعة الثانية للمساعدة في إبطاء انتقال العدوى.
في مايو 2021، أظهرت بيانات حقيقية من إندونيسيا أن اللقاح كان فعالًا للغاية، إذ أدى إعطاؤه إلى حماية 94٪ من العاملين في مجال الرعاية الصحية الذين أخذوا اللقاح، مما أدى إلى نتائج أفضل من نتائج التجارب السريرية. أجريت هذه الدراسة على 128،290 عامل صحي في جاكرتا، وأصيب أقل من 1% من العاملين في مجال الرعاية الصحية الذين أخذوا اللقاح بأعراض كوفيد-19، مقارنة بأكثر من 8% من العاملين في مجال الرعاية الصحية غير الملقحين. قلل اللقاح من خطر دخول المستشفى ووفاة العاملين الطبيين الملقحين بنسبة 96% و98% على التوالي.
أصدرت أوروغواي بيانات واقعية تستند إلى 795684 شخصًا تلقوا جرعتين من لقاح كورونافاك لأكثر من 14 يومًا اعتبارًا من 1 يونيو 2021. كانت 8298 نتيجة إيجابية، وقُبل 45 في وحدة العناية المركزة، وتوفي 35 مريض نتيجة إصابته بكوفيد-19. أشار هذا إلى فعالية بنسبة 64.52% و61.47% في الحد من حالات كوفيد-19، وبنسبة 94.95% و92.18% في الحد من دخول العناية المركزة، وبنسبة 95.35% و95.2% في منع الوفيات للأشخاص الذين تتراوح أعمارهم بين 18 و49 عامًا و50 عامًا أو أكثر على التوالي. بالنسبة لمختصي الرعاية الصحية الذين أخذوا اللقاح بشكل كامل، كان اللقاح فعالًا بنسبة 66% في الوقاية من الحالات، و100% في منع دخول وحدة العناية المركزة والموت.

## التاريخ

### التجارب السريرية

#### الطوران الأول والثاني
في أبريل 2020، بدأ لقاح كورونافاك الطورين الأول والثاني من التجارب السريرية في الصين التي شملت 744 مشاركًا من البالغين بين 18 و59 عامًا، وفي مايو بدأت تجارب الطورين الأول والثاني وشملت 422 شخصًا تفوق أعمارهم 60 عامًا.  أشارت النتائج الأولية إلى أن المستويات المصلية للأجسام المضادة المعدِلة انخفضت دون العتبة بعد 6-8 أشهر من تلقي الجرعتين الأولى والثانية، وأن تلقي جرعة ثالثة بعد ستة أشهر من تلقي الجرعة الثانية رفع مستويات الأضداد المعدلة فوق المستوى الذي حققه الشوط الأولي المؤلف من ثلاث جرعات. 
في الطور الثاني من التجارب السريرية الذي أُكمل في يوليو 2020 ونشرت نتائجه في مجلة ذه لانسيت، أظهر كورونافاك تحولًا مصليًا للأجسام المضادة المعدِلة بين اليومين 0 و14 من تلقي اللقاح عند 109 (92%) من أصل 118 مشاركًا في المجموعة التي تلقت جرعة 3 ميكروغرام، و117 (98%) من أصل 119 في المجموعة التي تلقت جرعة 6 ميكروغرام، بينما ظهر التحول المصلي بين اليومين 0 و28 من تلقي اللقاح عند 114 (97%) من أصل 117 مشاركًا في المجموعة التي تلقت جرعة 3 ميكروغرام، و118 (100%) من أصل 118 مشاركًا في المجموعة التي تلقت 6 ميكروغرام. وأظهرت نتائج الطور الثاني من الدراسات السريرية المجراة على كبار السن والتي نشرت في مجلة ذه لانسيت أن كورونافاك آمن عند المسنين ويمكن تحملّه جيدًا، ويعطي أجسامًا مضادة معدِلة عند الجرعة 3 ميكروغرام مشابهة لتلك الناتجة عن إعطاء 6 ميكروغرام.

#### الطور الثالث
في يوليو 2020، بدأ لقاح كورونافاك الطور الثالث من التجارب السريرية لتقييم الكفاءة والأمان عند    9000 متطوع من العاملين في الرعاية الصحية في البرازيل، بالتعاون مع معهد بوتانتان. في 19 أكتوبر، قال حاكم ساو باولو جواو دوريا إن النتائج الأولى للدراسة السريرية المجراة في البرازيل أثبتت أن كورونافاك هو اللقاح الأكثر أمانًا بين اللقاحات التي جرى اختبارها في البلد، والأفضل من ناحية معدلات التمنيع والأكثر تبشيرًا بالنجاح. في 23 أكتوبر، زادت ساو باولو عدد المتطوعين في الدراسة السريرية إلى 13,000. 
أوقفت البرازيل التجارب السريرية في 10 نوفمبر بعد انتحار أحد المتطوعين واستأنفتها في اليوم التالي. لم يكن الانتحار على صلة بالتجارب السريرية.
في آب، بدأت تجربة سريرية في تشيلي بإدارة الجامعة البابوية الكاثوليكية في تشيلي وكان من المتوقع أن تضم 3,000 متطوعًا بين 18 و65 سنة.
في آب، بدأت سينوفاك التجارب السريرية في إندونيسيا بالتعاون مع بيو فارما في باندونغ وبمشاركة 1,620 متطوعًا.
في سبتمبر، بدأت تركيا التجارب السريرية بمشاركة 13,000 متطوع، أُعطي المتطوعون جرعتين بفاصل 14 يومًا. جرت المراقبة في 25 مركزًا في 12 مدينة في البلاد.
في أكتوبر، بدأت سينوفاك التجارب السريرية في الصين بمشاركة 1,040 متطوعًا.
في أبريل 2021، بدأت سينوفاك الطور الثاني والثالث من التجارب السريرية عند كبار السن بين 60 و80 عامًا في الفليبين بمشاركة 352 متطوعًا.